# Abdelkahar Kadri
Abdelkahar Kadri (en arabe : عبد القهار قادري), né le 24 juin 2000 à Hammamet en Algérie, est un footballeur international algérien qui joue au poste de milieu central à La Gantoise.

## Biographie

### En club

#### Paradou AC
Né à Baïnem en Algérie, Abdelkahar Kadri est formé au Paradou AC. Il joue son premier match en équipe première le 15 août 2019 contre l'US Biskra. Il entre en jeu lors de cette rencontre perdue par son équipe (1-0).
Il inscrit avec le club du Paradou un total de cinq buts en Ligue 1.

#### KV Courtrai
Le 11 août 2021, Abdelkahar Kadri rejoint la Belgique en signant pour cinq ans au KV Courtrai,. Il joue son premier match le 27 août suivant, lors d'une rencontre de championnat face au KV Malines. Il entre en jeu ce jour-là et se distingue en délivrant une passe décisive sur coup franc pour Pape Habib Guèye. Les deux équipes se partagent finalement les points (2-2 score final),. Il inscrit son premier but pour Courtrai le 27 octobre 2021, à l'occasion d'une rencontre de coupe de Belgique face au Knokke FC. Il est titularisé et son équipe l'emporte ce jour-là,.

#### KAA La Gantoise
Le 30 juillet 2025, il quitte Courtrai et rejoint La Gantoise où il signe un contrat portant jusqu'en 2029

### En sélection
En 2018, Abdelkahar Kadri joue trois matchs pour l'équipe d'Algérie des moins de 18 ans.
Le 27 mai 2022, il est sélectionné par  Djamel Belmadi avec les A pour participer aux deux matchs qualificatifs pour la CAN 2023 contre L'Ouganda et la Tanzanie.
Kadri honore sa première sélection avec l'équipe nationale d'Algérie le 12 juin 2022, à l'occasion d'un match amical contre l'Iran. Il est titularisé et son équipe s'impose par deux buts à un.

## Statistiques

### En club
| Saison                | Club                  | Championnat           | Championnat | Championnat | Championnat | Coupe nationale | Coupe nationale | Coupe nationale | Coupe de la Ligue | Coupe de la Ligue | Coupe de la Ligue | Compétition(s) continentale(s) | Compétition(s) continentale(s) | Compétition(s) continentale(s) | Compétition(s) continentale(s) | Total | Total | Total |
| Saison                | Club                  | Division              | M.          | B.          | P.d.        | M.              | B.              | P.d.            | M.                | B.                | P.d.              | Comp.                          | M.                             | B.                             | P.d.                           | M.    | B.    | P.d.  |
| 2019-2020             | Paradou AC            | Ligue 1               | 17          | 2           | 1           | 4               | 2               | 1               | -                 | -                 | -                 | CAF2                           | 9                              | 2                              | 0                              | 30    | 6     | 2     |
| 2020-2021             | Paradou AC            | Ligue 1               | 29          | 3           | 3           | -               | -               | -               | 1                 | 0                 | 0                 | -                              | -                              | -                              | -                              | 30    | 3     | 3     |
| Sous-total            | Sous-total            | Sous-total            | 46          | 5           | 4           | 4               | 2               | 1               | 1                 | 0                 | 0                 | -                              | 9                              | 2                              | 0                              | 60    | 9     | 5     |
| 2021-2022             | KV Courtrai           | Division 1A           | 22          | 1           | 6           | 3               | 1               | 0               | -                 | -                 | -                 | -                              | -                              | -                              | -                              | 25    | 2     | 6     |
| 2022-2023             | KV Courtrai           | Division 1A           | 16          | 4           | 1           | 1               | 0               | 0               | -                 | -                 | -                 | -                              | -                              | -                              | -                              | 17    | 4     | 1     |
| 2023-2024             | KV Courtrai           | Division 1A           | 35          | 5           | 4           | 2               | 1               | 0               | -                 | -                 | -                 | -                              | -                              | -                              | -                              | 37    | 6     | 4     |
| 2024-2025             | KV Courtrai           | Division 1A           | 29          | 5           | 9           | 2               | 1               | 0               | -                 | -                 | -                 | -                              | -                              | -                              | -                              | 31    | 6     | 9     |
| Sous-total            | Sous-total            | Sous-total            | 102         | 15          | 20          | 8               | 3               | 0               | -                 | -                 | -                 | -                              | -                              | -                              | -                              | 110   | 18    | 20    |
| 2025-2026             | KAA La Gantoise       | Division 1A           | 1           | 0           | 1           | -               | -               | -               | -                 | -                 | -                 | -                              | -                              | -                              | -                              | 1     | 0     | 1     |
| Total sur la carrière | Total sur la carrière | Total sur la carrière | 149         | 20          | 25          | 12              | 5               | 1               | 1                 | 0                 | 0                 | -                              | 9                              | 2                              | 0                              | 171   | 27    | 26    |

### En sélection nationale
| Saison                | Sélection             | Phases finales        | Phases finales | Phases finales | Phases finales | Éliminatoires CDM | Éliminatoires CDM | Éliminatoires CDM | Éliminatoires CAN | Éliminatoires CAN | Éliminatoires CAN | Matchs amicaux | Matchs amicaux | Matchs amicaux | Total | Total | Total |
| Saison                | Sélection             | Compétition           | M              | B              | Pd             | M                 | B                 | Pd                | M                 | B                 | Pd                | M              | B              | Pd             | M     | B     | Pd    |
| --------------------- | --------------------- | --------------------- | -------------- | -------------- | -------------- | ----------------- | ----------------- | ----------------- | ----------------- | ----------------- | ----------------- | -------------- | -------------- | -------------- | ----- | ----- | ----- |
| 2021-2022             | Algérie               | -                     | -              | -              | -              | -                 | -                 | -                 | 0                 | 0                 | 0                 | 1              | 0              | 0              | 1     | 0     | 0     |
| 2022-2023             | Algérie               | -                     | -              | -              | -              | -                 | -                 | -                 | 1                 | 0                 | 0                 | -              | -              | -              | 1     | 0     | 0     |
| 2023-2024             | Algérie               | -                     | -              | -              | -              | -                 | -                 | -                 | 1                 | 0                 | 0                 | 0              | 0              | 0              | 1     | 0     | 0     |
| Total sur la carrière | Total sur la carrière | Total sur la carrière | -              | -              | -              | -                 | -                 | -                 | 2                 | 0                 | 0                 | 1              | 0              | 0              | 3     | 0     | 0     |

### Matchs internationaux
Le tableau suivant liste les rencontres de l'équipe d'Algérie dans lesquelles Abdelkahar Kadri a été sélectionné depuis le 12 juin 2022 jusqu'à présent.

## Palmarès

### Distinctions personnelles
- Élu meilleur but du mois du KV Courtrai en janvier et mars 2023
- Élu meilleur joueur du mois du  KV Courtrai en février[13] et mars 2023 [14]